# علي بن محمد الهندي
علي بن محمد بن عبد العزيز الهندي الحائلي ثم المكي (1330هـ - 22 ربيع الأول 1419هـ)، فقيه حنبلي، المدرس بالمسجد الحرام. له مقدمة نفيسة لزاد المستقنع وتعليقات دقيقة، حصر فيها المسائل التي خالف فيها الحجاوي المعتمد من المذهب في أكثر من سبعين مسألة، والمسائل الفقهية التي خالف فيها الراجح من المذهب وهي اثنتان وثلاثون مسألة.